# Wiltz
Wiltz (luxembourgsk: Wolz) er en kommune og en by i Luxembourg. Kommunen, som har et areal på 19,37 km², ligger i kantonen Wiltz i distriktet Diekirch. I 2005 havde kommunen 4.587 indbyggere. 
49°57′58″N 5°55′57″Ø / 49.9661°N 5.9325°Ø